# Aldoxycarb
Aldoxycarb ist ein Pflanzenschutzwirkstoff aus der Gruppe der Oxim-Amide, der als Insektizid beispielsweise bei Tabakpflanzen eingesetzt wird.

## Eigenschaften
Aldoxycarb ist das Sulfon-Analogon des Insektizids Aldicarb. Studien zeigen, dass Rückstände von Aldicarb oder Aldoxycarb nicht in die Trinkwasserversorgung gelangen. Ein Großteil der Rückstände wird in der ungesättigten Zone mit einer Halbwertszeit von 0,5 bis 2 Monaten abgebaut. Aldoxycarb und Aldicarb werden vergleichbar schnell abgebaut.
In einer weiteren Studie steigerten Aldicarb und Aldoxycarb (2,24 kg/ha) die Erträge von Pflanzkartoffeln um etwa 40 %. Der Wirkstoff Oxamyl erwies sich als vergleichbar wirksam. Darüber hinaus konnte eine Bekämpfung von Nematoden in Kartoffeln durch Aldicarb, Aldoxycarb und Oxamyl bestätigt werden.

## Synthese
Aldoxycarb wird bei der Umsetzung von Aldicarb mit Wasserstoffperoxid erhalten:

## Handelsname
Ein Pflanzenschutzmittel mit dem Wirkstoff Aldoxycarb wird unter dem Handelsnamen Standak vermarktet.

## Zulassung
In der Europäischen Union und in der Schweiz sind keine Pflanzenschutzmittel, die Aldoxycarb beinhalten, zugelassen.